# Joseph Ritter (Brückenbauer)
Joseph Ritter (* 27. Juni 1745 in Luzern; † 20. April 1809 ebenda) war ein Schweizer Zimmermann und bedeutender Erbauer von Holzbrücken.
Der Sohn von Johann Martin Ritter und Katharina Sigrist wurde in seinem Wohnort Luzern zum Zimmermann ausgebildet und spezialisierte sich auf den Bau von Holzbrücken.
1782 wurde der 37 Jahre alte Ritter zum Werkmeister der Stadt Luzern für Holzbauten berufen. 1798 wurde der 53-Jährige dort städtischer Bauverwalter.
Er war neben den Brüdern Grubenmann einer der bedeutendsten Konstrukteure von Holzbrücken der Schweiz. Er entwarf und baute unter anderem:
- die gedeckte Holzbrücke über die Kleine Emme (1783–85),[2][3]
- die Hergiswaldbrücke (1791) (Entwurf) über den Ränggbach in Kriens,[4]
- die Holzbrücke Mellingen (1794) über die Reuss, eine international viel bewunderte Bogenbrücke,
- den nördlichen Teil der Spreuerbrücke (1803) in Luzern.

1807 baute er die baufällig gewordene Reussbrücke Sins–Hünenberg wieder auf.
In seinem Amt als städtischer Bauverwalter hatte er in erster Linie den Stadtrat zu beraten und Gutachten anzufertigen, wie zum Beispiel über die Verbesserung des Abflusses aus dem Sempachersee und die Brücke über die Suhre bei Oberkirch, aber auch Kirchdachwerke zu erhalten, wie zum Beispiel das der 1746 als Neubau geweihten Pfarrkirche St. Verena in Buttisholz, das er 1804 aufwendig ertüchtigte.